# Aysha Joy Samuel
Aysha Joy Samuel (geboren 24. Mai 1997 in Schwalmstadt) ist eine deutsche Schauspielerin.

## Leben
Aysha Joy Samuel hat durch ihren Vater Wurzeln in Trinidad und Tobago. Zwischen ihrem 6. und 16. Lebensjahr war sie am Circus Rambazotti in Kassel als Artistin tätig und lernte dabei das Feuerspiel und die Freiheitsdressur. Sie meldete sich bei einer Kölner Agentur an mit dem Wunsch, Schauspielerin zu werden und nahm erste Rollen beim Sender KiKa an. Von 2016 bis 2018 besuchte sie die Film Acting School Cologne in Köln. Nach kleineren Rollen spielte sie in Notruf Hafenkante in den Staffeln 17 und 18 die Polizistin Desirée „Daisy“ Petersen, die in Folge 447 den Serientod starb.
Sie ist in diversen Extremsportarten aktiv und lebt in Berlin.

## Werk
Theater
- 2009–2010: Circus Rambazotti – Das Drachenmärchen
- 2016–2017: Metropoltheater – Heinrich von Kleist
- 2017–2018: Metropoltheater – Durch die Nacht

Film/Fernsehen
- 2012: Trau dich
- 2014: Take-off: Der goldene Tabaluga
- 2016–2019: Professor T.
- 2019: Reiterhof Wildenstein – Neuanfang
- 2021: Tribes of Europa
- 2021: Die Chefin
- 2021: SOKO Potsdam
- 2022: Almost Fly
- 2021: Die Vermieterin
- 2022: Love Addicts
- 2022: Generation Rap
- 2022–2024: Notruf Hafenkante
- 2023: Quarks Science Cops
- 2025: Der phönizische Meisterstreich
- 2025: Softies (Fernsehserie, 5 Folgen)